# Florian Kliegel
Florian Kliegel (* 16. Dezember 1995 in Schwerte) ist ein deutscher Futsalspieler, derzeit bei Holzpfosten Schwerte. Seit Juni 2017 gehört er zum Kader der deutschen Futsalnationalmannschaft. Er war (Stand Dezember 2017) bei vier Spielen eingesetzt und erzielte zwei Tore.